# Babylon I
Babylon I of Amoritische dynastie (1894–1595 v.Chr. volgens de middenchronologie) was de eerste dynastie die vanuit Babylon Mesopotamië zou gaan beheersen. Zij waren de oprichters van het Oud-Babylonische rijk. Wanneer Babylon in 1595 v.Chr werd verwoest door de Hettieten, kwam het rijk daarop onder de heerschappij van de Kassieten (Babylon II en III).

## Koningen van de Amoritische dynastie
- Sumu-abum (1894–1881)
- Sumulael (1881–1845)
- Sabium (1845–1831)
- Apil-Sin (1831–1813)
- Sin-muballit (1813–1793)
- Hammurabi (1793–1750)
- Samsu-iluna (1750–1712)
- Abi-eshu (1712–1684)
- Ammiditana (1684–1647)
- Ammisaduka (1647–1626)
- Samsuditana (1626–1595)